# Amasi

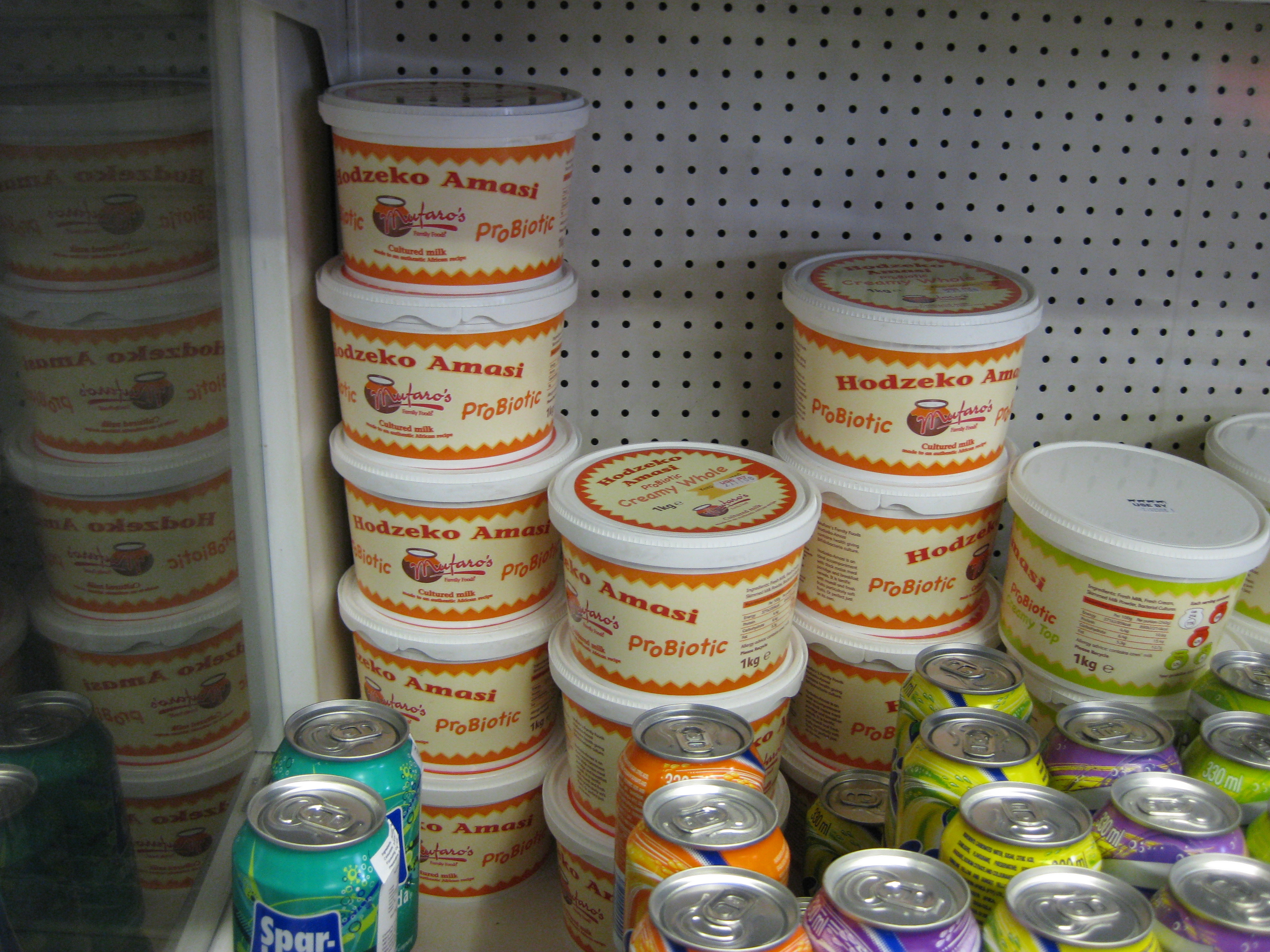
Amasi

Amasi ist in der Sprache der Zulu und Xhosa der Name einer vergorenen Milch, die zu den beliebten Speisen in Südafrika gehört. Der Name in Afrikaans ist maas.

## Herstellung
Amasi wird traditionell hergestellt, indem Kuhmilch in einem Behältnis aus Leder oder einer Kalebasse zum Zwecke der Fermentation aufbewahrt wird. Die Milch zerfällt dabei in der Kalebasse in einen wässrigen Bestandteil (Molke) und in Amasi. 
Heute (2013) wird Amasi auch in Molkereien durch die Verwendung von lactococcus lactis Unterart lactis  und der Subspecies cremoris hergestellt. Nach der Pasteurisierung und Verpackung hält sich die Dickmilch bei +4 °C Lagertemperatur 21 Tage frisch.

## Verwendung als Lebensmittel
Die Zulu und die Xhosa trinken Amasi meistens direkt oder verwenden es, indem sie es über den Maisbrei, das sogenannte mealie meal oder pap, schütten, welcher traditionell in einem irdenen Topf serviert wird und mit hölzernen Löffeln gegessen wird. Frischmilch (grüne Milch) wird bei diesen beiden Ethnien fast nie getrunken, sondern ab und an zur Verdünnung von Amasi verwendet, das zu hart und zu trocken geworden ist.

## Indische Küche
In der südafrikanischen, indischen Küche wird Amasi wie der traditionelle indische Joghurt dahi verwandt, dem Hauptbestandteil von Raita.

## Zitat
"Vor allem aber lechze ich nach Amasi – dem Essen, nach dem ich mir die Lippen leckte und mein Bäuchlein vorstreckte, das genoss ich sehr, es ging mir direkt ins Blut und ins Herz und machte mich glücklich und zufrieden." (Nelson Mandela)